# Room Service (émission de télévision)
Pour les articles homonymes, voir Room Service.
Room Service est une émission de télévision canadienne diffusée à partir de 2003 sur HGTV aux États-Unis et au Canada.
C'est une série de rénovation d'intérieur présentée par Sarah Richardson (en). À chaque épisode, Richardson refait une pièce au domicile d'une personne.